# Plenário Ulysses Guimarães
O Plenário Ulysses Guimarães é o salão onde acontecem as sessões plenárias da Câmara dos Deputados do Brasil. O nome é uma homenagem a Ulysses Guimarães, um político brasileiro que foi um dos principais articuladores da redemocratização do país na década de 1980. O Plenário Ulysses Guimarães está localizado no edifício principal da Câmara dos Deputados, em Brasília, a capital federal do Brasil. É um espaço amplo e solene, com capacidade para acomodar os 513 deputados federais, além de convidados e visitantes.

## Sobre
No Plenário Ulysses Guimarães, são discutidas e votadas as principais matérias legislativas que afetam o país, como projetos de lei, medidas provisórias e emendas constitucionais. As sessões plenárias também são transmitidas ao vivo pela TV Câmara e pela internet, permitindo que os cidadãos brasileiros acompanhem o trabalho dos seus representantes eleitos. Além de ser o espaço onde ocorrem as sessões plenárias da Câmara dos Deputados, o Plenário Ulysses Guimarães é um dos locais mais importantes da política brasileira. É ali que se decidem muitas das questões fundamentais para o país, como a aprovação de leis, a escolha dos membros da mesa diretora da Câmara e a apreciação de vetos presidenciais.
O Plenário Ulysses Guimarães é uma construção moderna e imponente, com capacidade para cerca de 600 pessoas. Possui um sistema de som e de votação eletrônica que permite uma rápida e precisa contagem de votos. As cadeiras dos deputados são dispostas em semicírculo, com a mesa diretora posicionada na parte central. O ambiente é solene e costuma ser decorado com as bandeiras do Brasil e dos estados brasileiros durante as sessões. Além disso, o Plenário Ulysses Guimarães também é palco de momentos históricos da política brasileira. Foi ali, por exemplo, que ocorreu a votação do impeachment do ex-presidente Fernando Collor em 1992 e a aprovação da Lei da Ficha Limpa em 2010. O Plenário Ulysses Guimarães é um espaço fundamental para a democracia brasileira, onde os deputados federais se reúnem para debater e decidir os rumos do país.